# As cruzes de pedra na Galiza
As cruzes de pedra na Galiza é o título de um detalhado estudo publicado por Castelao no qual se descreve a história, significado e tipologia dos cruzeiros galegos, assim como de outras cruzes de pedra.
O livro foi publicado postumamente pela revista Nós em janeiro de 1950. A editora madrilena Akal publicou uma edição facsímile em 1975 e, posteriormente, Galaxia publicou outra em 1984.